# Équipe de France féminine de football au Championnat d'Europe 2022
L'équipe de France féminine de football participe au Championnat d'Europe de 2022 organisé en Angleterre du 6 au 31 juillet 2022.

## Qualification
L'équipe de France se qualifie en terminant à la première place de son groupe de qualifications, devant l'Autriche, la Serbie, la Macédoine du Nord et le Kazakhstan. Les Bleues ont remporté sept de leurs huit matchs, ne concédant qu'un match nul en Autriche.

## Préparation

### Maillot
En mai 2022, l'équipementier de l'équipe de France, Nike, dévoile les maillots qu'il a confectionnés pour la compétition. Le maillot domicile est bleu avec des motifs floraux en référence à l’art et à l’architecture néoclassique. Des bandes rouges sont présentes sur les flancs, sur lesquelles sont inscrites le surnom de l'équipe, Les Bleues. À l’intérieur du col figure un badge frappé de l’inscription « Nos différences nous unissent ». Le maillot extérieur est blanc avec des bandes latérales présentant les mêmes motifs que le maillot domicile dans une teinte rose gold.

### Matchs de préparation
Le 20 mai 2022, la Fédération française de football annonce la tenue de deux matchs amicaux de préparation à la compétition, face au Cameroun (52e au classement FIFA) à Beauvais, puis contre le Viêt Nam (32e au classement FIFA) à Orléans pour la première confrontation entre les deux pays de l'histoire.
Pour leur premier match de préparation, les Bleues s'imposent largement face aux Camerounaises sur le score de 4-0. Melvine Malard ouvre le score à la demi-heure de jeu avant que Griedge Mbock ne double la mise moins de dix minutes plus tard. En seconde période, Ouleymata Sarr, entrée en jeu à la mi-temps, inscrit un doublé sur corner en cinq minutes, avant de manquer le triplé en fin de match, sa tentative échouant sur le poteau. Dans le temps additionnel, Hawa Cissoko est expulsée pour l'accumulation de deux cartons jaunes. La gardienne Mylène Chavas honore à l'occasion de ce match sa première sélection en équipe de France.
Dans le cadre du second match, les Françaises battent le Viêt Nam par sept buts à zéro. Delphine Cascarino, Kadidiatou Diani (auteure d'un doublé), Sandie Toletti, Marie-Antoinette Katoto, Clara Matéo et Aïssatou Tounkara sont les buteuses du soir.

## Joueuses et encadrement technique
Le 30 mai 2022, au journal télévisé de 13h de TF1, la sélectionneuse Corinne Diacre dévoile sa liste des 23 joueuses sélectionnées pour participer à la compétition.
La sélection est marquée par l'absence d'Amandine Henry, ancienne capitaine tenue à l'écart depuis l'hiver 2020 et des critiques à l'égard de Diacre. Eugénie Le Sommer, meilleure buteuse de l'histoire des Bleues, et Viviane Asseyi, l'une des joueuses les plus capées sous l'ère Diacre, sont elles aussi absentes de la liste. Kheira Hamraoui, qui est en froid avec des coéquipières en club en raison d'un scandale sur son agression au mois d'octobre 2021, où elle a accusé à tort sa potentielle concurrente au milieu de terrain Aminata Diallo d'en être la responsable, ne fait pas non plus partie des 23. Au poste d'arrière gauche, Selma Bacha est préférée à sa coéquipière Perle Morroni. Solène Durand est blessée et ne peut pas être sélectionnée, à l'instar d'Amel Majri, qui est enceinte.

## Compétition
Pour un article plus général, voir Championnat d'Europe féminin de football 2022.

### Format et tirage au sort
Les 16 équipes qualifiées pour le Championnat d'Europe sont réparties en quatre chapeaux de quatre équipes. Lors du tirage au sort, quatre groupes de quatre équipes sont formés, les quatre équipes de chaque groupe provenant chacune d'un chapeau différent. Celles-ci s'affrontent une fois chacune : à la fin des trois journées, les deux premiers de chaque groupe sont qualifiés pour les quarts de finale.
La France est placée dans le chapeau 1, et le tirage au sort réalisé le 28 octobre 2021 à Manchester donne alors pour adversaires l'Italie, la Belgique et l'Islande. Ce tirage est alors qualifié d'abordable à première vue, et l'équipe d'Italie est présentée comme l'adversaire le plus coriace des Bleues.
La France retrouve pour la troisième fois l'Italie en Championnat d'Europe après deux victoires en 2001 et 2005. Le constat est le même pour l'Islande, vaincue en 2009 et 2017, tandis que la Belgique n'a jamais été rencontrée en phase finale de la compétition.

### Premier tour - Groupe D
| Rang | Équipe   | Pts | J | G | N | P | Bp | Bc | Diff |
| ---- | -------- | --- | - | - | - | - | -- | -- | ---- |
| 1    | France   | 7   | 3 | 2 | 1 | 0 | 8  | 3  | +5   |
| 2    | Belgique | 4   | 3 | 1 | 1 | 1 | 3  | 3  | 0    |
| 3    | Islande  | 3   | 3 | 0 | 3 | 0 | 3  | 3  | 0    |
| 4    | Italie   | 1   | 3 | 0 | 1 | 2 | 2  | 7  | -5   |

     Équipes qualifiées ; Pts = points ; J = joués ; G = gagnés ; N = nuls ; P = perdus ;

Bp = buts pour ; Bc = buts contre ; Diff = différence de buts.

#### France - Italie
Pour son premier match de la compétition, la France affronte l'Italie, avec un onze marqué par la présence en défense centrale d'Aïssatou Tounkara à la place de Griedge Mbock. La première grosse occasion de la partie est à mettre au compte des Italiennes dès la 4e minute de jeu, Barbara Bonansea perdant son duel face à sa coéquipière à la Juventus, Pauline Peyraud-Magnin. Au cours d'un début de match animé, c'est la France qui ouvre le score par l'intermédiaire de Grace Geyoro, profitant d'un centre de Diani mal dégagé par Sara Gama. Trois minutes plus tard, Marie-Antoinette Katoto double la mise à la suite d'un centre de Karchaoui dévié par Gama et mal repoussé par la gardienne Laura Giuliani. Au quart d'heure de jeu, Katoto trouve le poteau de la tête. La France parvient tout de même à inscrire le troisième but, Delphine Cascarino faisant trembler les filets d'une frappe de l'extérieur de la surface. En fin de première période, Geyoro inscrit deux autres buts, d'abord en éliminant la portière adverse, bien lancée dans la profondeur par Katoto, puis en reprenant victorieusement un centre de Toletti. La France devient alors la première équipe à inscrire cinq buts en première mi-temps d'un Euro, et Geyoro devient la première joueuse à marquer un triplé en première période d'un Euro. En seconde période, après une intervention en retard sur Geyoro, Sara Gama évite de justesse le carton rouge, transformé en carton jaune après intervention de la VAR. À un quart d'heure du terme, les Italiennes sauvent l'honneur grâce à un but de la tête de Martina Piemonte,.
| Match 8                    | France                                                                                             | 5 - 1   | Italie                                 | New York Stadium, Rotherham                   |                                               |
| 10 juillet 2022 21h00 HAEC | Geyoro 9e · Katoto 12e · (Karchaoui ) Cascarino 38e · (Katoto ) Geyoro 40e · (Toletti ) Geyoro 45e | (5 - 0) | 76e Piemonte ( Boattin)                | Spectateurs : 8 541 Arbitrage : Rebecca Welch | Spectateurs : 8 541 Arbitrage : Rebecca Welch |
| 10 juillet 2022 21h00 HAEC | | Rapport | 16e Boattin · 52e Simonetti · 66e Gama | Spectateurs : 8 541 Arbitrage : Rebecca Welch | Spectateurs : 8 541 Arbitrage : Rebecca Welch |

| France | Italie |

| FRANCE :         |    |                         |            |     |
|                  |    |                         |            |     |
| Gardien de but   | 21 | Pauline Peyraud-Magnin  |            |     |
|                  | 22 | Ève Périsset            |            |     |
|                  | 5  | Aïssatou Tounkara       |            |     |
|                  | 3  | Wendie Renard           |            |     |
|                  | 7  | Sakina Karchaoui        |            | 88e |
|                  | 8  | Grace Geyoro            | 9e 40e 45e | 67e |
|                  | 14 | Charlotte Bilbault      |            |     |
|                  | 6  | Sandie Toletti          |            |     |
|                  | 11 | Kadidiatou Diani        |            | 77e |
|                  | 9  | Marie-Antoinette Katoto | 12e        | 77e |
|                  | 20 | Delphine Cascarino      | 38e        | 67e |
| Remplaçantes :   |    |                         |            |     |
| Gardien de but   | 1  | Mylène Chavas           |            |     |
| Gardien de but   | 16 | Justine Lerond          |            |     |
|                  | 4  | Marion Torrent          |            |     |
|                  | 13 | Selma Bacha             |            | 77e |
|                  | 19 | Griedge Mbock           |            |     |
|                  | 23 | Hawa Cissoko            |            |     |
|                  | 2  | Ella Palis              |            |     |
|                  | 10 | Clara Matéo             |            |     |
|                  | 15 | Kenza Dali              |            | 67e |
|                  | 12 | Melvine Malard          |            | 67e |
|                  | 17 | Sandy Baltimore         |            | 88e |
|                  | 18 | Ouleymata Sarr          |            | 77e |
| Sélectionneuse : |    |                         |            |     |
| Corinne Diacre   |    |                         |            |     |

| ITALIE :         |    |                       |     |     |
|                  |    |                       |     |     |
| Gardien de but   | 1  | Laura Giuliani        |     |     |
|                  | 13 | Elisa Bartoli         |     |     |
|                  | 3  | Sara Gama             | 66e |     |
|                  | 5  | Elena Linari          |     |     |
|                  | 17 | Lisa Boattin          | 16e |     |
|                  | 4  | Aurora Galli          |     | 46e |
|                  | 6  | Manuela Giugliano     |     | 46e |
|                  | 18 | Arianna Caruso        |     | 74e |
|                  | 2  | Valentina Bergamaschi |     |     |
|                  | 10 | Cristiana Girelli     |     | 58e |
|                  | 11 | Barbara Bonansea      |     | 81e |
| Remplaçantes :   |    |                       |     |     |
| Gardien de but   | 12 | Katja Schroffenegger  |     |     |
| Gardien de but   | 22 | Francesca Durante     |     |     |
|                  | 15 | Maria Luisa Filangeri |     |     |
|                  | 16 | Lucia Di Guglielmo    |     |     |
|                  | 7  | Flaminia Simonetti    | 52e | 46e |
|                  | 8  | Martina Rosucci       |     | 46e |
|                  | 23 | Martina Lenzini       |     |     |
|                  | 9  | Daniela Sabatino      |     |     |
|                  | 14 | Agnese Bonfantini     |     |     |
|                  | 19 | Valentina Giacinti    |     | 58e |
|                  | 20 | Martina Piemonte      | 76e | 74e |
| Sélectionneuse : |    |                       |     |     |
| Milena Bertolini |    |                       |     |     |

| Assistantes : Sian Massey Lisa Rashid Quatrième arbitre : Lorraine Watson Arbitre vidéo : Chris Kavanagh Assistant arbitre vidéo : Tiago Martins Femme du Match : Grace Geyoro |

#### France - Belgique
Le jour de la fête nationale, une première pour une équipe de France, les Bleues disputent le deuxième match de poule face à la Belgique, qui a fait match nul contre l'Islande lors de la journée précédente. Corinne Diacre fait deux changements par rapport à la rencontre face à l'Italie : Griedge Mbock et Clara Matéo remplacent respectivement Aïssatou Tounkara et Sandie Toletti dans le onze de départ. Dès la 6e minute de jeu, Kadidiatou Diani est à la réception d'un centre de Karchaoui pour ouvrir le score. Dix minutes plus tard, Diani voit sa frappe déviée par la gardienne sur le poteau. À la 14e minute, Marie-Antoinette Katoto se blesse au genou sur un appui et doit céder sa place. Pourtant, sur l'unique frappe belge de la première période, les Red Flames égalisent par l’intermédiaire de Janice Cayman. La France reprend tout de même l'avantage cinq minutes plus tard, après un bon travail de Matéo à la droite de la surface belge, dont le centre est repris victorieusement par Griedge Mbock. En seconde période, les Françaises ne parviennent pas à concrétiser ses occasions. En toute fin de match, un penalty, qualifié de peu évident, est sifflé en faveur de la France pour une faute de main de Tysiak sur une frappe de Geyoro, entraînent d'ailleurs l'exclusion de la défenseuse belge pour un second carton jaune. Wendie Renard voit sa frappe repoussée par Evrard, avant de manquer sa reprise devant le but vide. La conjugaison de la victoire française et du match nul entre Italiennes et Islandaises leur assure la première place du groupe,,. Le lendemain, les examens médicaux passés par Katoto révèlent une fissure du ménisque et une rupture du ligament latéral antérieur, entraînant la fin de sa compétition et une indisponibilité estimée à plusieurs mois.
| Match 16                   | France                                     | 2 - 1   | Belgique                         | New York Stadium, Rotherham                   |                                               |
| 14 juillet 2022 21h00 HAEC | (Karchaoui ) Diani 6e · (Matéo ) Mbock 41e | (2 - 1) | 36e Cayman ( Wullaert)           | Spectateurs : 8 173 Arbitrage : Cheryl Foster | Spectateurs : 8 173 Arbitrage : Cheryl Foster |
| 14 juillet 2022 21h00 HAEC |                                            | Rapport | 82e, 89e Tysiak · 90+5e Delacauw | Spectateurs : 8 173 Arbitrage : Cheryl Foster | Spectateurs : 8 173 Arbitrage : Cheryl Foster |

| France | Belgique |

| FRANCE :         |    |                         |     |       |
|                  |    |                         |     |       |
| Gardien de but   | 21 | Pauline Peyraud-Magnin  |     |       |
|                  | 22 | Ève Périsset            |     |       |
|                  | 19 | Griedge Mbock           | 41e |       |
|                  | 3  | Wendie Renard           |     |       |
|                  | 7  | Sakina Karchaoui        |     |       |
|                  | 8  | Grace Geyoro            |     | 90+1e |
|                  | 14 | Charlotte Bilbault      |     |       |
|                  | 10 | Clara Matéo             |     | 65e   |
|                  | 11 | Kadidiatou Diani        | 6e  | 65e   |
|                  | 9  | Marie-Antoinette Katoto |     | 17e   |
|                  | 20 | Delphine Cascarino      |     | 90+1e |
| Remplaçantes :   |    |                         |     |       |
| Gardien de but   | 1  | Mylène Chavas           |     |       |
| Gardien de but   | 16 | Justine Lerond          |     |       |
|                  | 4  | Marion Torrent          |     |       |
|                  | 5  | Aïssatou Tounkara       |     |       |
|                  | 13 | Selma Bacha             |     | 65e   |
|                  | 23 | Hawa Cissoko            |     |       |
|                  | 2  | Ella Palis              |     | 90+1e |
|                  | 6  | Sandie Toletti          |     | 65e   |
|                  | 15 | Kenza Dali              |     |       |
|                  | 12 | Melvine Malard          |     | 90+1e |
|                  | 17 | Sandy Baltimore         |     |       |
|                  | 18 | Ouleymata Sarr          |     | 17e   |
| Sélectionneuse : |    |                         |     |       |
| Corinne Diacre   |    |                         |     |       |

| BELGIQUE :      |    |                       |          |     |
|                 |    |                       |          |     |
| Gardien de but  | 1  | Nicky Evrard          |          |     |
|                 | 15 | Jody Vangheluwe       |          | 46e |
|                 | 19 | Sari Kees             |          |     |
|                 | 18 | Laura De Neve         |          | 70e |
|                 | 2  | Davina Philtjens      |          | 59e |
|                 | 10 | Justine Vanhaevermaet |          | 59e |
|                 | 6  | Tine De Caigny        |          |     |
|                 | 20 | Julie Biesmans        |          |     |
|                 | 13 | Elena Dhont           |          | 78e |
|                 | 9  | Tessa Wullaert        |          |     |
|                 | 11 | Janice Cayman         | 36e      |     |
| Remplaçantes :  |    |                       |          |     |
| Gardien de but  | 12 | Diede Lemey           |          |     |
| Gardien de but  | 21 | Lisa Lichtfus         |          |     |
|                 | 4  | Amber Tysiak          | 82e, 89e | 70e |
|                 | 22 | Laura Deloose         |          | 59e |
|                 | 8  | Feli Delacauw         | 90+5e    | 59e |
|                 | 14 | Davinia Vanmechelen   |          |     |
|                 | 16 | Marie Minnaert        |          | 46e |
|                 | 17 | Charlotte Tison       |          |     |
|                 | 23 | Kassandra Missipo     |          |     |
|                 | 3  | Ella Van Kerkhoven    |          |     |
|                 | 5  | Sarah Wijnants        |          |     |
|                 | 7  | Hannah Eurlings       |          | 78e |
| Sélectionneur : |    |                       |          |     |
| Ives Serneels   |    |                       |          |     |

| Assistantes : Michelle O'Neill Polyxeni Irodotou Quatrième arbitre : Lorraine Watson Arbitre vidéo : Tomasz Kwiatkowski Assistant arbitre vidéo : Bartosz Frankowski Femme du Match : Delphine Cascarino |

#### Islande - France
Pour le dernier match de groupes, ayant assuré la première place du groupe, la France se présente avec une équipe remaniée, certains cadres tels que Cascarino, Geyoro, Karchaoui et Périsset débutant sur le banc. Malard est titularisée au poste d'attaquante de pointe, un poste laissé libre après la blessure de Katoto. Sous une forte chaleur, Melvine Malard ouvre le score après seulement 43 secondes de jeu, le but le plus rapide de la compétition, après une combinaison avec Matéo. Jónsdóttir place une tête sur la barre en début de match, puis c'est au tour des Bleues de toucher les montants à deux reprises en seconde période, par Baltimore et Geyoro, sur des frappes déviées. La VAR refuse ensuite deux buts aux Françaises, d'abord à Malard pour hors-jeu, puis à Geyoro pour une main. Au bout du temps additionnel, l'Islande obtient un penalty après une nouvelle intervention de la VAR pour une faute de Sarr sur Jónsdóttir, qui est transformé par Dagný Brynjarsdóttir d'un tir dans la lucarne. Ce match nul stoppe alors une série de seize victoires consécutives de la France,.
| Match 23                   | Islande                                  | 1 - 1   | France          | New York Stadium, Rotherham                   |                                               |
| 18 juillet 2022 21h00 HAEC | Brynjarsdóttir 90+12e (pen.)             | (0 - 1) | 1re Malard      | Spectateurs : 7 392 Arbitrage : Jana Adámková | Spectateurs : 7 392 Arbitrage : Jana Adámková |
| 18 juillet 2022 21h00 HAEC | Þorvaldsdóttir 38e · Vilhjálmsdóttir 64e | Rapport | 90+3e Karchaoui | Spectateurs : 7 392 Arbitrage : Jana Adámková | Spectateurs : 7 392 Arbitrage : Jana Adámková |

| Islande | France |

| ISLANDE :             |    |                               |               |     |
|                       |    |                               |               |     |
| Gardien de but        | 1  | Sandra Sigurðardóttir         |               |     |
|                       | 20 | Guðný Árnadóttir              |               | 88e |
|                       | 4  | Glódís Perla Viggósdóttir     |               |     |
|                       | 6  | Ingibjörg Sigurðardóttir      |               |     |
|                       | 11 | Hallbera Guðný Gísladóttir    |               | 60e |
|                       | 7  | Sara Björk Gunnarsdóttir      |               | 60e |
|                       | 10 | Dagný Brynjarsdóttir          | 90+12e (pen.) |     |
|                       | 8  | Karólína Lea Vilhjálmsdóttir  | 64e           |     |
|                       | 23 | Sveindís Jane Jónsdóttir      |               | 60e |
|                       | 9  | Berglind Björg Þorvaldsdóttir | 38e           |     |
|                       | 17 | Agla María Albertsdóttir      |               | 81e |
| Remplaçantes :        |    |                               |               |     |
| Gardien de but        | 12 | Telma Ívarsdóttir             |               |     |
| Gardien de but        | 13 | Cecilía Rán Rúnarsdóttir      |               |     |
|                       | 2  | Sif Atladóttir                |               |     |
|                       | 3  | Elísa Viðarsdóttir            |               |     |
|                       | 18 | Guðrún Arnardóttir            |               |     |
|                       | 19 | Áslaug Munda Gunnlaugsdóttir  |               | 60e |
|                       | 5  | Gunnhildur Yrsa Jónsdóttir    |               | 60e |
|                       | 14 | Selma Sól Magnúsdóttir        |               |     |
|                       | 15 | Alexandra Jóhannsdóttir       |               |     |
|                       | 22 | Amanda Andradóttir            |               | 81e |
|                       | 16 | Elín Metta Jensen             |               | 88e |
|                       | 21 | Svava Rós Guðmundsdóttir      |               | 60e |
| Sélectionneur :       |    |                               |               |     |
| Þorsteinn Halldórsson |    |                               |               |     |

| FRANCE :         |    |                        |       |     |
|                  |    |                        |       |     |
| Gardien de but   | 21 | Pauline Peyraud-Magnin |       |     |
|                  | 4  | Marion Torrent         |       |     |
|                  | 5  | Aïssatou Tounkara      |       |     |
|                  | 3  | Wendie Renard          |       |     |
|                  | 13 | Selma Bacha            |       | 63e |
|                  | 6  | Sandie Toletti         |       | 63e |
|                  | 14 | Charlotte Bilbault     |       | 46e |
|                  | 10 | Clara Matéo            |       |     |
|                  | 11 | Kadidiatou Diani       |       | 46e |
|                  | 12 | Melvine Malard         | 1re   | 79e |
|                  | 17 | Sandy Baltimore        |       |     |
| Remplaçantes :   |    |                        |       |     |
| Gardien de but   | 1  | Mylène Chavas          |       |     |
| Gardien de but   | 16 | Justine Lerond         |       |     |
|                  | 7  | Sakina Karchaoui       | 90+3e | 63e |
|                  | 19 | Griedge Mbock          |       |     |
|                  | 22 | Ève Périsset           |       |     |
|                  | 23 | Hawa Cissoko           |       |     |
|                  | 2  | Ella Palis             |       | 46e |
|                  | 8  | Grace Geyoro           |       | 63e |
|                  | 15 | Kenza Dali             |       |     |
|                  | 18 | Ouleymata Sarr         |       | 78e |
|                  | 20 | Delphine Cascarino     |       | 46e |
| Sélectionneuse : |    |                        |       |     |
| Corinne Diacre   |    |                        |       |     |

| Assistantes : Lucie Ratajová Maria Sukenikova Quatrième arbitre : Lorraine Watson Arbitre vidéo : Tiago Martins Assistant arbitre vidéo : Chris Kavanagh Femme du Match : Melvine Malard |

### Phase à élimination directe
En quart de finale, la France affronte les Pays-Bas, deuxième du groupe C avec deux victoires et un match nul, derrière la Suède qui ne les devance qu'à la différence de buts. Les Néerlandaises, sont finalistes de la Coupe du monde 2019 et tenantes du titre de l'Euro disputé chez elles en 2017. Elles sont privées de leur star Lieke Martens, blessée à un pied au cours du dernier match de poules contre la Suisse. La gardienne et capitaine Sari van Veenendaal a aussi dû déclarer forfait pour le reste de la compétition après une blessure à l'épaule contractée face à la Suède lors du premier match.
Ce sont les Bleues qui dominent en début de match. Peu avant la demi-heure de jeu, Delphine Cascarino trouve le poteau de Daphne van Domselaar d'une frappe des 25 mètres. Par la suite, Stefanie van der Gragt sauve son équipes en repoussant sur sa ligne deux tentatives françaises, d'abord sur une frappe de Melvine Malard de près puis sur une tentative de Grace Geyoro. En deuxième période, la gardienne néerlandaise multiplie les parades devant Selma Bacha et Wendie Renard. Sur l'ultime corner du temps réglementaire, Van Domselaar repousse la reprise de la tête de Renard. En prolongations, Dominique Janssen fauche Kadidiatou Diani dans la surface, et un penalty est sifflé en faveur de la France après intervention du VAR. Ève Périsset transforme la sentence même si Van Domselaar est partie du bon côté. Les Françaises parviennent à conserver leur avantage et accèdent aux demi-finales pour la première fois de leur histoire.

#### Quart de finale: France - Pays-Bas
| Match 28                   | France               | 1 - 0 ap              | Pays-Bas                                        | New York Stadium, Rotherham                     |                                                 |
| 23 juillet 2022 21h00 HAEC | Périsset 102e (pen.) | (0 - 0, 0 - 0, 1 - 0) |                                                 | Spectateurs : 9 764 Arbitrage : Ivana Martinčić | Spectateurs : 9 764 Arbitrage : Ivana Martinčić |
| 23 juillet 2022 21h00 HAEC |                      | Rapport               | 72e Van der Gragt · 101e Janssen · 104e Miedema | Spectateurs : 9 764 Arbitrage : Ivana Martinčić | Spectateurs : 9 764 Arbitrage : Ivana Martinčić |

| France | Pays-Bas |

| FRANCE :        |    |                        |             |      |
|                 |    |                        |             |      |
| Gardien de but  | 21 | Pauline Peyraud-Magnin |             |      |
|                 | 22 | Ève Périsset           | 102e (pen.) | 106e |
|                 | 19 | Griedge Mbock          |             |      |
|                 | 3  | Wendie Renard          |             |      |
|                 | 7  | Sakina Karchaoui       |             |      |
|                 | 8  | Grace Geyoro           |             | 87e  |
|                 | 14 | Charlotte Bilbault     |             |      |
|                 | 6  | Sandie Toletti         |             | 106e |
|                 | 11 | Kadidiatou Diani       |             | 106e |
|                 | 12 | Melvine Malard         |             | 62e  |
|                 | 20 | Delphine Cascarino     |             |      |
| Remplaçantes :  |    |                        |             |      |
| Gardien de but  | 1  | Mylène Chavas          |             |      |
| Gardien de but  | 16 | Justine Lerond         |             |      |
|                 | 4  | Marion Torrent         |             | 106e |
|                 | 5  | Aïssatou Tounkara      |             |      |
|                 | 13 | Selma Bacha            |             | 62e  |
|                 | 23 | Hawa Cissoko           |             |      |
|                 | 2  | Ella Palis             |             | 106e |
|                 | 10 | Clara Matéo            |             | 87e  |
|                 | 15 | Kenza Dali             |             |      |
|                 | 17 | Sandy Baltimore        |             |      |
|                 | 18 | Ouleymata Sarr         |             | 106e |
| Sélectionneur : |    |                        |             |      |
| Corinne Diacre  |    |                        |             |      |

| PAYS-BAS :      |    |                        |      |      |
|                 |    |                        |      |      |
| Gardien de but  | 16 | Daphne van Domselaar   |      |      |
|                 | 5  | Lynn Wilms             |      | 115e |
|                 | 3  | Stefanie van der Gragt | 72e  |      |
|                 | 20 | Dominique Janssen      | 101e |      |
|                 | 18 | Kerstin Casparij       |      | 106e |
|                 | 14 | Jackie Groenen         |      |      |
|                 | 10 | Daniëlle van de Donk   |      | 72e  |
|                 | 8  | Sherida Spitse         |      | 106e |
|                 | 7  | Lineth Beerensteyn     |      | 46e  |
|                 | 9  | Vivianne Miedema       | 104e |      |
|                 | 12 | Victoria Pelova        |      |      |
| Remplaçantes :  |    |                        |      |      |
| Gardien de but  | 1  | Jacintha Weimar        |      |      |
| Gardien de but  | 23 | Barbara Lorsheyd       |      |      |
|                 | 2  | Aniek Nouwen           |      | 106e |
|                 | 4  | Merel van Dongen       |      |      |
|                 | 15 | Caitlin Dijkstra       |      |      |
|                 | 6  | Jill Roord             |      | 46e  |
|                 | 19 | Marisa Olislagers      |      |      |
|                 | 21 | Damaris Egurrola       |      | 115e |
|                 | 13 | Renate Jansen          |      |      |
|                 | 17 | Romée Leuchter         |      | 106e |
|                 | 22 | Esmee Brugts           |      | 72e  |
| Sélectionneur : |    |                        |      |      |
| Mark Parsons    |    |                        |      |      |

| Assistantes : Sanja Rodjak-Karšić Staša Špur Quatrième arbitre : Marta Huerta de Aza Arbitre vidéo : Tiago Martins Assistant arbitre vidéo : Luis Godinho Tomasz Kwiatkowski Femme du Match : Selma Bacha |

#### Demi-finale: Allemagne - France
En demi-finales, la France est opposée à l'Allemagne, qui a bénéficié de 48 heures de repos supplémentaires, mais qui est privée de son ailière Klara Bühl, positive au Covid-19. À la vingtième minute de jeu, Alexandra Popp oblige Pauline Peyraud-Magnin à réaliser une horizontale sur coup franc. Ensuite, à cinq minutes de la pause, Popp trompe cette fois-ci la gardienne des Bleues en reprenant de volée un centre de Svenja Huth. Les Françaises égalisent juste avant la mi-temps à la suite d'une frappe depuis l'extérieur de la surface de Kadidiatou Diani qui heurte le montant droit de la gardienne allemande Merle Frohms avant de rebondir sur le dos de la portière et de finir sa course au fond des filets. Les Allemandes encaissent alors leur premier but de la compétition. En seconde période, Selma Bacha, entrée en jeu au retour des vestiaires, bute sur l'arrêt de Frohms. Sur le corner qui suit, Frohms est contrainte de réaliser un arrêt réflexe sur la reprise de la tête de Wendie Renard. À un quart d'heure du terme, Alexandra Popp reprend victorieusement de la tête un centre de Svenja Huth et fait reprendre l'avantage à ses coéquipières. Par la suite, la tentative lointaine Selma Bacha manque le cadre de peu, puis Linda Dallmann voit sa frappe déviée par Karchaoui au moment de conclure, et ce sont les Allemandes qui se qualifient pour le neuvième finale de championnat d'Europe,.
| Match 30                   | Allemagne                           | 2 - 1   | France                  | Stadium MK, Milton Keynes                      |                                                |
| 27 juillet 2022 21h00 HAEC | (Huth ) Popp 40e · (Huth ) Popp 76e | (1 - 1) | 44e (csc) Frohms        | Spectateurs : 27 445 Arbitrage : Cheryl Foster | Spectateurs : 27 445 Arbitrage : Cheryl Foster |
| 27 juillet 2022 21h00 HAEC | Gwinn 74e · Oberdorf 90+4e          | Rapport | 21e Toletti · 56e Bacha | Spectateurs : 27 445 Arbitrage : Cheryl Foster | Spectateurs : 27 445 Arbitrage : Cheryl Foster |

| Allemagne | France |

| ALLEMAGNE :              |    |                   |           |       |
|                          |    |                   |           |       |
| Gardien de but           | 1  | Merle Frohms      | 44e (csc) |       |
|                          | 15 | Giulia Gwinn      | 74e       |       |
|                          | 3  | Kathrin Hendrich  |           |       |
|                          | 5  | Marina Hegering   |           | 81e   |
|                          | 17 | Felicitas Rauch   |           |       |
|                          | 20 | Lina Magull       |           | 68e   |
|                          | 6  | Lena Oberdorf     | 90+4e     |       |
|                          | 13 | Sara Däbritz      |           | 68e   |
|                          | 9  | Svenja Huth       |           | 90+1e |
|                          | 11 | Alexandra Popp    | 40e 76e   |       |
|                          | 22 | Jule Brand        |           |       |
| Remplaçantes :           |    |                   |           |       |
| Gardien de but           | 12 | Almuth Schult     |           |       |
| Gardien de but           | 21 | Ann-Katrin Berger |           |       |
|                          | 2  | Sophia Kleinherne |           |       |
|                          | 23 | Sara Doorsoun     |           | 81e   |
|                          | 4  | Lena Lattwein     |           |       |
|                          | 8  | Sydney Lohmann    |           | 68e   |
|                          | 10 | Laura Freigang    |           |       |
|                          | 16 | Linda Dallmann    |           | 68e   |
|                          | 7  | Lea Schüller      |           |       |
|                          | 14 | Nicole Anyomi     |           |       |
|                          | 18 | Tabea Waßmuth     |           | 90+1e |
| Sélectionneur :          |    |                   |           |       |
| Martina Voss-Tecklenburg |    |                   |           |       |

| FRANCE :         |    |                        |     |     |
|                  |    |                        |     |     |
| Gardien de but   | 21 | Pauline Peyraud-Magnin |     |     |
|                  | 22 | Ève Périsset           |     |     |
|                  | 19 | Griedge Mbock          |     |     |
|                  | 3  | Wendie Renard          |     |     |
|                  | 7  | Sakina Karchaoui       |     |     |
|                  | 14 | Charlotte Bilbault     |     |     |
|                  | 6  | Sandie Toletti         | 21e | 80e |
|                  | 8  | Grace Geyoro           |     |     |
|                  | 11 | Kadidiatou Diani       |     |     |
|                  | 12 | Melvine Malard         |     | 46e |
|                  | 20 | Delphine Cascarino     |     | 61e |
| Remplaçantes :   |    |                        |     |     |
| Gardien de but   | 1  | Mylène Chavas          |     |     |
| Gardien de but   | 16 | Justine Lerond         |     |     |
|                  | 4  | Marion Torrent         |     |     |
|                  | 5  | Aïssatou Tounkara      |     |     |
|                  | 13 | Selma Bacha            | 56e | 46e |
|                  | 23 | Hawa Cissoko           |     |     |
|                  | 2  | Ella Palis             |     |     |
|                  | 10 | Clara Matéo            |     | 61e |
|                  | 15 | Kenza Dali             |     |     |
|                  | 17 | Sandy Baltimore        |     |     |
|                  | 18 | Ouleymata Sarr         |     | 80e |
| Sélectionneuse : |    |                        |     |     |
| Corinne Diacre   |    |                        |     |     |

| Assistantes : Michelle O'Neill Guadalupe Porras Ayuso Quatrième arbitre : Lina Lehtovaara Arbitre vidéo : Tomasz Kwiatkowski Assistant arbitre vidéo : Bartosz Frankowski Tiago Martins Femme du Match : Alexandra Popp |

## Temps de jeu des joueuses
| Joueuses                |                       |                   |                   |                          |                   | Total             |
| Gardiennes de but       | Gardiennes de but     | Gardiennes de but | Gardiennes de but | Gardiennes de but        | Gardiennes de but | Gardiennes de but |
| ----------------------- | --------------------- | ----------------- | ----------------- | ------------------------ | ----------------- | ----------------- |
| Mylène Chavas           |                       |                   |                   |                          |                   | 0                 |
| Justine Lerond          |                       |                   |                   |                          |                   | 0                 |
| Pauline Peyraud-Magnin  | 97                    | 100               | 105               | 127                      | 95                | 524               |
| Défenseures             |                       |                   |                   |                          |                   |                   |
| Selma Bacha             | 20 · 77e              | 35 · 65e          | 66 · 63e          | 65 · 62e                 | 50 · 46e          | 236               |
| Hawa Cissoko            |                       |                   |                   |                          |                   | 0                 |
| Sakina Karchaoui        | 88 · 88e              | 100               | 39 · 63e          |                          | 95                | 322               |
| Griedge Mbock           |                       | 100 · 41e         |                   | 127                      | 95                | 322               |
| Ève Périsset            | 97                    | 100               |                   | 110 · 102e (pen.) · 106e | 95                | 402               |
| Wendie Renard           | 97                    | 100               | 105               | 127                      | 95                | 524               |
| Marion Torrent          |                       |                   | 105               | 17 · 106e                |                   | 122               |
| Aïssatou Tounkara       | 97                    |                   | 105               |                          |                   | 202               |
| Milieux de terrain      |                       |                   |                   |                          |                   |                   |
| Charlotte Bilbault      | 97                    | 100               | 48 · 46e          | 127                      | 95                | 467               |
| Kenza Dali              | 30 · 67e              |                   |                   |                          |                   | 30                |
| Grace Geyoro            | 67 · 9e 40e 45e · 67e | 96 · 90+1e        | 39 · 63e          | 87 · 87e                 | 95                | 384               |
| Clara Matéo             |                       | 70 · 65e          | 105               | 40 · 87e                 | 34 · 61e          | 249               |
| Ella Palis              |                       | 4 · 90+1e         | 57 · 46e          | 17 · 106e                |                   | 78                |
| Sandie Toletti          | 97                    | 35 · 65e          | 66 · 63e          | 110 · 106e               | 80 · 80e          | 388               |
| Attaquantes             |                       |                   |                   |                          |                   |                   |
| Sandy Baltimore         | 9 · 88e               |                   | 105               |                          |                   | 114               |
| Delphine Cascarino      | 67 · 38e · 67e        | 96 · 90+1e        | 57 · 46e          | 127                      | 61 · 61e          | 408               |
| Kadidiatou Diani        | 77 · 77e              | 70 · 6e · 65e     | 48 · 46e          | 110 · 106e               | 95                | 400               |
| Marie-Antoinette Katoto | 77 · 12e · 77e        | 17 · 17e          |                   |                          |                   | 94                |
| Melvine Malard          | 30 · 67e              | 4 · 90+1e         | 82 · 79e          | 62 · 62e                 | 45 · 46e          | 223               |
| Ouleymata Sarr          | 20 · 77e              | 83 · 17e          | 23 · 79e          | 17 · 106e                | 15 · 80e          | 158               |

## Audiences télévisuelles
| Jour de diffusion        | Match              | Compétition             | Diffuseur     | Téléspectateurs | Part d'audience | Références |
| Dimanche 10 juillet 2022 | France – Italie    | Euro 2022 (Groupe D)    | TF1 et Canal+ | 4 950 000       | 27,6 %          | [ 34 ]     |
| Jeudi 14 juillet 2022    | France - Belgique  | Euro 2022 (Groupe D)    | TF1 et Canal+ | 4 049 000       | 25,5 %          | [ 35 ]     |
| Lundi 18 juillet 2022    | Islande - France   | Euro 2022 (Groupe D)    | TF1 et Canal+ | 4 299 000       | 24,2 %          | [ 36 ]     |
| Samedi 23 juillet 2022   | France – Pays-Bas  | Euro 2022 (¼ de finale) | TF1 et Canal+ | 4 460 000       | 28,7 %          | [ 37 ]     |
| Mercredi 27 juillet 2022 | Allemagne – France | Euro 2022 (½ finale)    | TF1 et Canal+ | 6 230 000       | 32,6 %          | [ 38 ]     |